# Allium unifolium
Allium unifolium és una espècie de planta perenne. Té un bulb comestible, i és utilitzada com a planta medicinal i com a planta ornamental. També el suc d'aquesta planta s'utilitza com a repel·lent d'arnes. Es diu que tota la planta repel·leix als insectes. Tot i que no existeix una menció específica dels usos medicinals que s'han observat en aquesta espècie, els membres d'aquest gènere són, en general, molt saludables per a la dieta. Contenen compostos de sofre (que els proporcionen el gust de ceba) i, quan se'ls afegeix a la dieta de manera regular, ajuden a reduir els nivells de colesterol en sang, actuen com un tònic pel sistema digestiu i tonifiquen el sistema circulatori.
Aquesta planta arriba a mesurar els 20-40 cm d'alçada. És glabra, amb un bulb ovoide de color marró, les tiges rígides, cilíndriques, instal·lades sota la base d'una sola fulla lanceolada-acuminada d'uns 1-2 cm d'ample, plana i llisa, i una mica rígida. Les flors són grogues i grans, i es produeixen en umbel·les.
És originària d'Espanya i del sud de França, estenent-se des d'Espanya fins a Transsilvània. Es troba als àrids turons de pedra calcària a les muntanyes de l'Aude i als Baixos Alps de França, i en prats una mica humits i replans rocosos del sud de Catalunya i el centre del País Valencià.
De vegades és cultivada i s'escapa del cultiu.